# عبرية يمنية

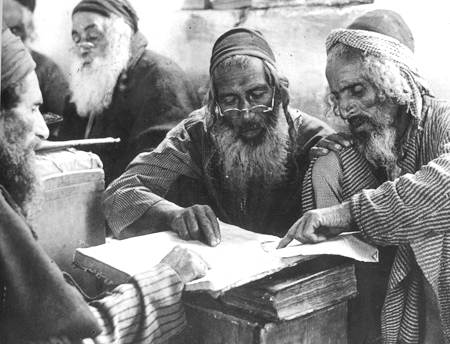
شيوخ يهود يمنيون يتدربون على الدروس الشفوية (1906-1918)

اللغة اليمنية العبرية (بالعبرية: עִבְֿרִיתֿ תֵּימָנִיתֿ) هو نظام نطق للغة العبرية التوراتية المستخدمة تقليديا من قبل اليهود اليمنيين. جلب اليهود اليمنيين إلى إسرائيل لغتهم من خلال الهجرة. أولى الهجرات بدأت في عام 1882.
ويعتقد بعض العلماء أنها تأثرت بشدة من قبل المتحدثين باللغة العربية. حتى الآن ووفقا لعلماء آخرين فضلا عن الحاخامات اليمنية مثل الحاخام يوسف قافيه والحاخام أبراهام كوك أن لغتهم لم تكن متأثرة بالعربية.